# Morro Grande
Morro Grande este un oraș în Santa Catarina (SC), Brazilia.